# Iddingsite

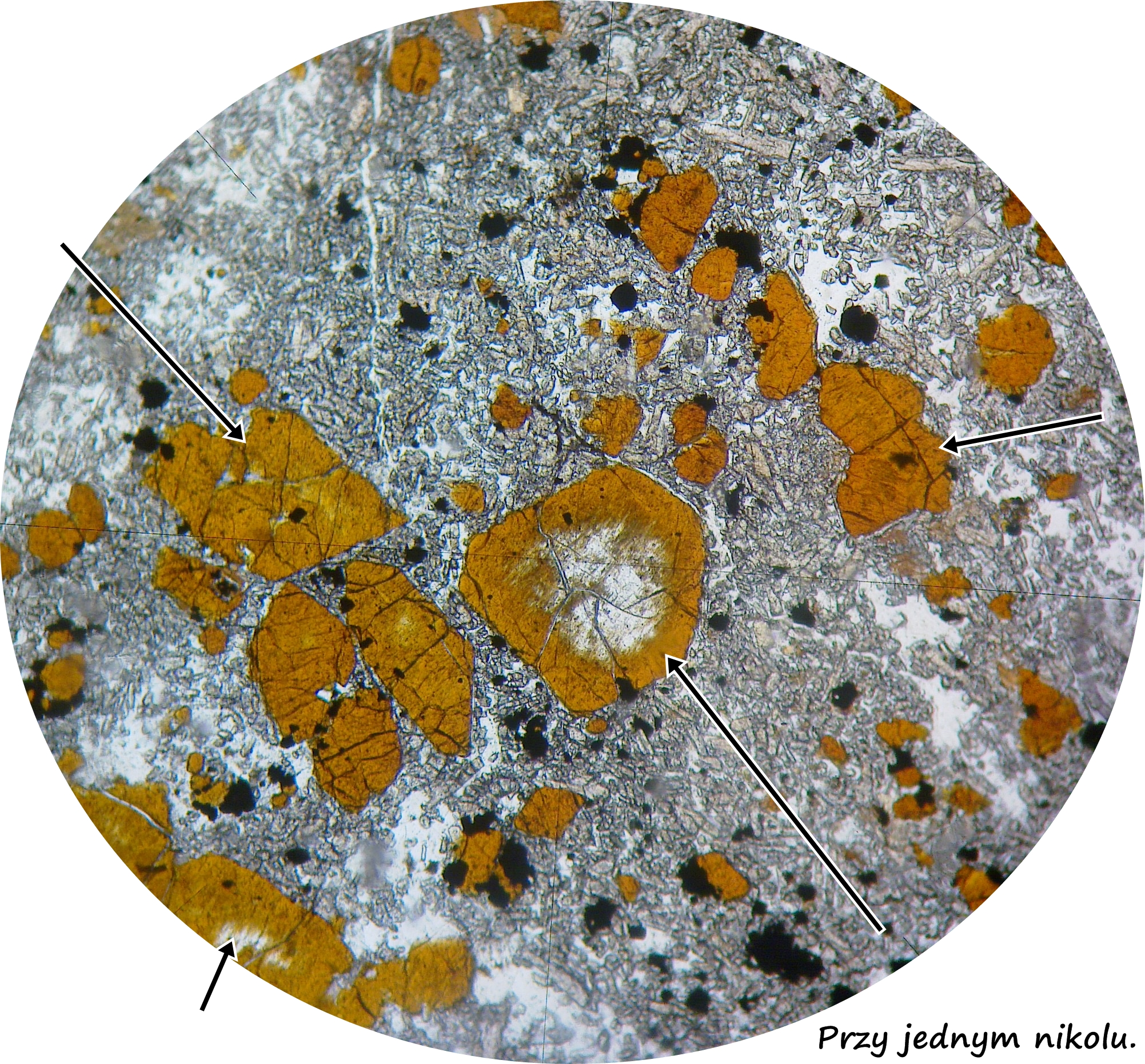
Coupe mince d'iddingsite en photomicrographie.

L'iddingsite est une roche microcristalline issue de l'altération de l'olivine, de composition approximative MgO·Fe2O3·3SiO2.4H2O et consistant en un mélange de minéraux argileux, d'oxyde de fer, et de ferrihydrites. Elle est absente des roches profondes et se trouve sur les météorites.
Ce minéral ayant été observé dans des météorites martiennes, la datation de ces dernières permet d'estimer l'époque à laquelle de l'eau liquide était présente à la surface de Mars.